# Jonathan Cochet
Jonathan Cochet, né le 4 janvier 1977 à Alençon, est un pilote automobile français.

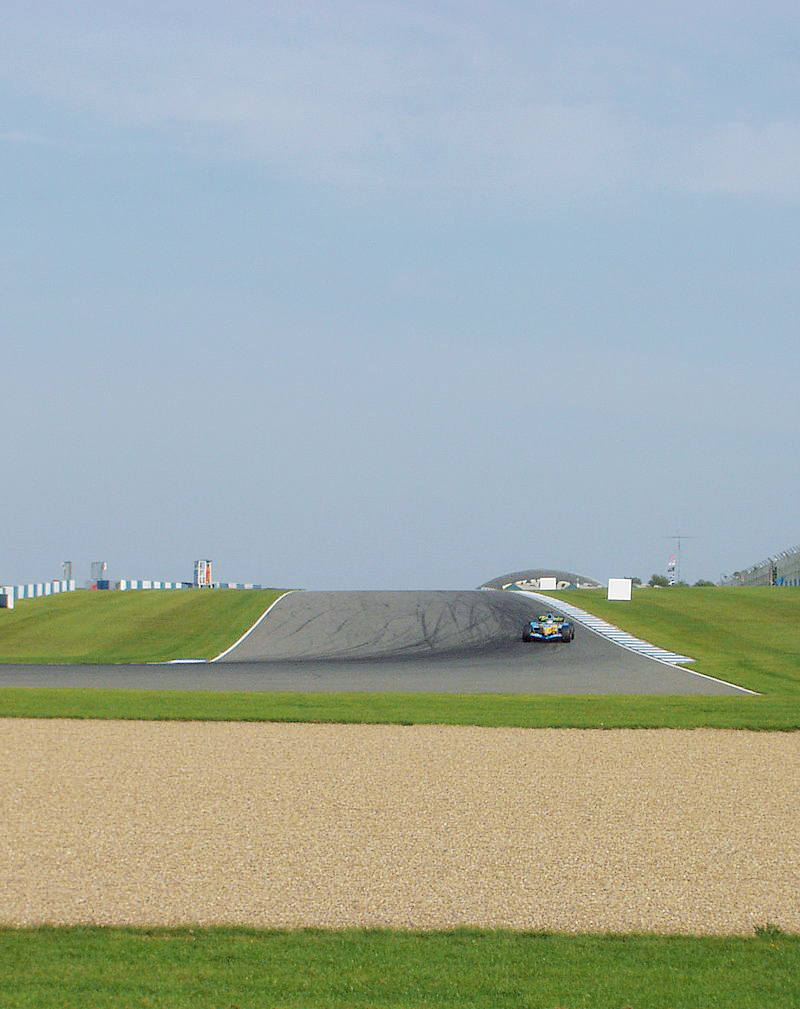
Jonathan Cochet au volant de la monoplace de Formule 1 Renault R25, à l'épingle de Melbourne à Donington Park lors des World Series by Renault 2006

## Biographie
Jonathan Cochet a commencé sa carrière en sport automobile en 1997. Il est le fils de Daniel Cochet, lui-même ancien pilote de rallye. Ce dernier a participé à de nombreuses compétitions dans les années 80  Sacré champion de France de Formule Renault, il accède la saison suivante au championnat de France de Formule 3. En 1999, il devient vice-champion de France de Formule 3, puis décroche le titre en 2000 avec l'écurie Signature. Cette année-là, il brille également lors des épreuves internationales puisqu'il s'impose au Grand Prix de Pau (qui a valeur de "Coupe d'Europe") ainsi qu'aux Masters de Zandvoort de Formule 3.
En 2001, il dispute le championnat international de Formule 3000. Parallèlement, il fait ses premiers pas en Formule 1 en qualité de pilote essayeur chez Prost Grand Prix. Longtemps pressenti durant l'hiver 2001/2002 pour être titularisé, ses espoirs d'accession au championnat du monde s'évanouissent avec la liquidation judiciaire de l'écurie française. Il fait alors rebondir sa carrière dans le championnat de Nissan World Series (quelques courses en 2002 et 2003) et en Formula Nippon (2 courses en 2002), mais surtout dans les épreuves d'Endurance, que ce soit en Grand Tourisme (en 2002, il termine 3e de la catégorie GTS aux 24 heures du Mans sur une Viper de l'équipe ORECA) ou en prototypes.
Jonathan Cochet n'a pas perdu tout contact avec la Formule 1 puisque dans le cadre des Renault World Series, il effectue régulièrement des démonstrations au volant de Renault F1.
Pilote de développement de la Formule E, Jonathan Cochet est embauché par Canal+ pour présenter en duplex à Paris, les courses du championnat de Formule E FIA depuis 2014.

## Palmarès
- 1997 : Champion de France de Formule Renault avec 5 victoires.
- 1999 : Vice-Champion de France de Formule 3, membre de l'équipe de France Circuit.
- 2000 : Champion de France de Formule 3, vainqueur de la Coupe d'Europe de Formule 3 à Pau, vainqueur des Masters de Zandvoort de Formule 3.
- 2001 : vainqueur du Grand Prix de Corée de F3.
- 2004 : vainqueur des 1000 km de Spa en catégorie LMP2.